# Агнит-Следзевский, Казимир Генрихович
Казимир Генрихович Агнит-Следзевский (укр. Казимир Генріхович Агніт-Следзевський; 27 мая 1898, Санкт-Петербург — 6 ноября 1973, Киев) — украинский график, заслуженный деятель искусств УССР (с 1960 года).

## Биография
Родился 27 мая 1898 года в Санкт-Петербурге. В 1916–1922 годах учился в Киеве в художественной студии А. Мурашко и в Политехническом институте. С 1923 года — работает карикатуристом в газетах «Большевик», «Пролетарская правда», в журнале «Глобус» и других. С 1925 года берёт участие в республиканских и всесоюзных художественных выставках, экспонируя свои произведения станковой сатирической графики.
С 1944 года и по 1973 год Агнит являлся постоянным сотрудником сатирического популярного журнала «Перець». Работал в области сатирической, станковой и книжной графики. Автор иллюстраций к поэме Тараса Шевченко «Сон» (цветные карандаши 1938–1939 гг.), сатирических станковых произведений по её мотивам (гуашь, акварель, литография) и по мотивам поэмы «Юродивый» и поэзии «Когда-то еще, во время оно» (все — литография, 1963). Выполнил иллюстрации к книге «История одного города» М. Салтыкова-Щедрина, 1930–1931 и другим. В период немецко-советской войны создал много карикатур для фронтовой прессы.
Умер К.Г. Агнит-Следзевский 6 ноября 1973 года в Киеве и похоронен на Байковом кладбище (участок № 33).